# ایمی چوا
ایمی چوا (انگلیسی: Amy Chua؛ زادهٔ ۲۶ اکتبر ۱۹۶۲) یک وکیل اهل ایالات متحده آمریکا است.